# Port lotniczy Buenos Aires
Port lotniczy Buenos Aires (ang. Buenos Aires Airport, IATA: BAI, ICAO: MRBA) – port lotniczy zlokalizowany w kostarykańskim mieście Buenos Aires.